# Nadaillac-de-Rouge
Nadaillac-de-Rouge település Franciaországban, Lot megyében. Lakosainak száma 170 fő (2022. január 1.). Nadaillac-de-Rouge Le Roc, Lamothe-Fénelon, Saint-Julien-de-Lampon, Lanzac és Loupiac községekkel határos.

## Népesség
A település népességének változása:
| Lakosok száma | 89   | 92   | 96   | 163  | 166  | 161  | 159  | 163  | 162  | 170  |
|               | 1968 | 1982 | 1990 | 2006 | 2013 | 2015 | 2017 | 2019 | 2020 | 2022 |